# 80 Steps to Jonah
80 Steps to Jonah è un film del 1969 diretto da Gerd Oswald.